# We Ended Right
"We Ended Right" é uma canção gravada pela atriz, cantora e compositora estadunidense Debby Ryan em parceria com Chase Ryan e o rapper Chad Hively, lançada como o primeiro single da artista e não sendo incluído em nenhum álbum. A faixa foi lançada pela Ryan River Studio no dia 3 de julho de 2011. Derivada do Hip-hop alternativo e do pop rap, foi escrita por Ryan, Chase Ryan, Chad Hively e Mark Grilliot, sendo produzida por Debby e Chase.
A faixa foi mais tarde incluída na trilha sonora do filme original do Disney Channel intitulado Radio Rebel em que Ryan também protagoniza. Após seu lançamento, "We Ended Right" obteve uma avaliação bastante favorável da crítica contemporânea, comparando Ryan as cantoras Demi Lovato, Miley Cyrus, Hilary Duff e Emily Osment.

## Antecedentes
Em uma entrevista com a AOL e JSYK, Ryan comentou: É a música perfeita para o fim de semana de 4 de julho, e esperamos que todo mundo adore" Em 6 de julho de 2011 a cantora revelou em seu site oficial do Twitter que ela tirou a foto e projetou o artwork para a capa do single. Ryan disse que o conceito da capa, a linha de comboio, é sobre seguir em frente e que a vida não pára em apenas uma estação de trem .
"We Ended Right" foi lançado exclusivamente para estreia na rádio em 1 de julho de 2011 em AOL Radio e teve uma boa recepção. A canção foi lançado para download digital em 3 de julho de 2011, apenas nos Estados Unidos, Canadá, Austrália e Reino Unido através Ryan River Studio, própria gravadora independente de Ryan. Só em 21 de fevereiro de 2012 que a canção foi colocada no YouTube, e em seu canal oficial no VEVO.

## Estilo musical e letra
"We Ended Right" apresenta elementos de hip hop alternativo, pop rap e R&B. Construído sobre uma batida, harmonias multi-controladas, a instrumentação da canção inclui slow-saltando teclado tons e tambores. A canção foi escrita por Ryan e compositores americanos Chad Hively, Chase Ryan e Mark Grilliot. É produzido por Chase Ryan e Debby Ryan. Liricamente, a canção retrata em superar, um fim de relacionamento. Em uma entrevista Ryan comentou sobre os estilos da faixa: "Eu gosto da história, esta canção diz, a mistura de diferentes vibrações e gêneros, e tem um saldo favorável de rádio". Sobre sua inspiração para a música, Ryan disse: "É a canção perfeita para 4 de julho. Ryan disse que não queria ser uma cantora e a música foi criado de forma inesperada, quando ela se envolveu na composição.

"Nenhum de nós planejava eu cantando a música. Os caras estavam no estúdio escrevendo a faixa, mas precisava de alguma nova perspectiva sobre o refrão. Gosto de escrever e vou ocasionalmente ajudar no estúdio, se eu estiver por perto. Enquanto eu estava ajudando com a reescrita, todos nós percebemos como, naturalmente, as nossas vozes se misturam nesta canção. No momento em que foram feitas, todos percebemos que eu tinha que cantar com eles. Ele é um divertimento, uma faixa de verão descontraído".

## Recepção da crítica
|                                                                                               |  |  |
| "We Ended Right" foi comparada a trabalhos de Demi Lovato (esquerda) e Miley Cyrus (direita). |  |  |

A canção recebeu críticas positivas dos críticos de música. A Disney Dreaming foi positivo e disse que eles estavam caidos de amor pela música e comentou: "Nós realmente gostamos da música e não posso esperar para que Debby lançe um álbum com mais músicas iguais a essa!". Eles também disseram que "a música vem recebendo muita atenção desde o lançamento". Matt Collar do Allmusic não fez exatamente uma crítica, mas honrou a canção com três estrelas (3/5) na trilha sonora de Radio Rebel. Lily Tran para Lovely Ish disse que está impressionada e amava a música. Ela observou que muitas pessoas odeiam artistas do Disney Channel, mas desta vez "eles teram uma reação diferente" e comentou: "Eu poderia ser tendenciosa, mas eu amo a música. Tran também comparou a música de Ryan com as de Demi Lovato, Emily Osment e Hilary Duff.
A The Fanlala foi positiva e disse: "Nós amamos a música nova!" e "Nós achamos que é um sucesso!". O Sillykhan disse que a música é grande e todo mundo vai amar. Eles comentaram "Lembre-se que você pode baixar a música através do iTunes. Isso é bom. Colocá-lo em seu iPod. É uma boa música e você vai amá-lo". Contessa Gayles do AOL comparou Ryan com outros artistas da Disney e disse que ela é a "próxima Miley Cyrus ou Demi Lovato". Nadine Cheung para Cambio foi positiva e disse: "Apesar de a estrela da Disney não ter planos de gravar novas músicas, ela trabalhou tão bem com o dueto de composição que era um ajuste natural".
Cristin Maher do Pop Crush foi extremamente negativo. Sobre sua voz, o crítico disse: "A voz de Ryan está longe de espetacular, como ela canta" woah, oh "num registo que ela claramente não pode chegar. Sua voz também fica muito nasal no refrão digitalmente tratada". Maher disse também que a composição é confusa, porque a música fala sobre "terminou certo", mas os artistas parece tristes e arrependidos. O crítico conclui comentando: "A batida também está aquém, com uma melodia genérica que nos lembra as músicas bregas dos anos 90.

## Faixas e formatos
A versão single de "We Ended Right", contém apenas uma faixa de quatro minutos e cinco segundos.
| Download digital |                                                   |         |  |
| N.º              | Título                                            | Duração |  |
| 1.               | "We Ended Right (feat. Chase Ryan e Chad Hively)" | 4:05    |  |

## Posições nas paradas musicais
Em 17 de julho de 2011, "We Ended Right" estreou no número 147 na Gaon International Singles Chart, tornando-se a primeira canção dos artistas a entrar no país.
| País – Parada musical (2011)                     | Melhor posição |
| ------------------------------------------------ | -------------- |
| Coreia do Sul – Gaon International Singles Chart | 147            |

## Histórico de lançamento
| País           | Data                | Gravadora         | Formato          |
| -------------- | ------------------- | ----------------- | ---------------- |
| Estados Unidos | 03 de julho de 2011 | Ryan River Studio | Download digital |
| Austrália      | 03 de julho de 2011 | Ryan River Studio | Download digital |
| Canadá         | 03 de julho de 2011 | Ryan River Studio | Download digital |
| Reino Unido    | 03 de julho de 2011 | Ryan River Studio | Download digital |